# Primera División 2011 (Cile)
L'edizione 2011 della Primera División è stata l'80ª edizione del massimo torneo calcistico cileno. Si è svolto nell'arco dell'intero anno solare ed ha visto il ritorno alla formula dei tornei di Apertura e Clausura, vinti entrambi dall'Universidad de Chile.

## Squadre partecipanti
| Squadra                   | Città             |
| ------------------------- | ----------------- |
| Audax Italiano            | Santiago del Cile |
| Cobreloa                  | Calama            |
| Cobresal                  | El Salvador       |
| Colo-Colo                 | Santiago del Cile |
| Deportes Iquique          | Iquique           |
| Deportes La Serena        | La Serena         |
| Huachipato                | Talcahuano        |
| Ñublense                  | Chillán           |
| O'Higgins                 | Rancagua          |
| Palestino                 | Santiago del Cile |
| Santiago Morning          | Santiago del Cile |
| Santiago Wanderers        | Valparaíso        |
| Unión Española            | Santiago del Cile |
| Unión La Calera           | La Calera         |
| Unión San Felipe          | San Felipe        |
| Universidad Católica      | Santiago del Cile |
| Universidad de Chile      | Santiago del Cile |
| Universidad de Concepción | Concepción        |

## Torneo Apertura
Il torneo di Apertura 2011 è iniziato il 28 gennaio 2011 e si è concluso il 12 giugno con la vittoria dell'Universidad de Chile.

### Classifica
|  | Pos. | Squadra              | Pt | G  | V  | N | P  | GF | GS | DR  |
|  | ---- | -------------------- | -- | -- | -- | - | -- | -- | -- | --- |
|  | 1.   | Universidad Católica | 38 | 17 | 11 | 5 | 1  | 34 | 18 | +16 |
|  | 2.   | Universidad de Chile | 35 | 17 | 10 | 5 | 2  | 39 | 20 | +19 |
|  | 3.   | Unión Española       | 32 | 17 | 9  | 5 | 3  | 33 | 18 | +15 |
|  | 4.   | Palestino            | 30 | 17 | 9  | 3 | 5  | 26 | 20 | +6  |
|  | 5.   | O'Higgins            | 27 | 17 | 8  | 3 | 6  | 29 | 26 | +3  |
|  | 6.   | Unión La Calera      | 25 | 17 | 7  | 4 | 6  | 18 | 18 | 0   |
|  | 7.   | Unión San Felipe     | 24 | 17 | 7  | 3 | 7  | 24 | 21 | +3  |
|  | 8.   | Colo-Colo            | 24 | 17 | 7  | 3 | 7  | 28 | 26 | +2  |
|  | 9.   | Huachipato           | 22 | 17 | 6  | 4 | 7  | 24 | 27 | -3  |
|  | 10.  | Dep. La Serena       | 21 | 17 | 5  | 6 | 6  | 28 | 28 | 0   |
|  | 11.  | Audax Italiano       | 21 | 17 | 6  | 3 | 8  | 24 | 28 | -4  |
|  | 12.  | Dep. Iquique         | 21 | 17 | 5  | 6 | 6  | 18 | 22 | -4  |
|  | 13.  | Univ. de Concepción  | 20 | 17 | 6  | 2 | 9  | 24 | 26 | -2  |
|  | 14.  | Santiago Wanderers   | 19 | 17 | 5  | 4 | 8  | 23 | 31 | -8  |
|  | 15.  | Cobreloa             | 18 | 17 | 4  | 6 | 7  | 16 | 22 | -6  |
|  | 16.  | Santiago Morning     | 16 | 17 | 3  | 7 | 7  | 22 | 30 | -8  |
|  | 17.  | Cobresal             | 16 | 17 | 5  | 1 | 11 | 26 | 41 | -15 |
|  | 18.  | Ñublense             | 14 | 17 | 4  | 2 | 11 | 17 | 31 | -14 |

### Playoff
|  | Quarti di finale | Quarti di finale     | Quarti di finale | Quarti di finale | Quarti di finale |  |  | Semifinali           | Semifinali           | Semifinali           | Semifinali           | Semifinali |   |   | Finale               | Finale               | Finale | Finale | Finale |  |
|  |                  |                      |                  |                  |                  |  |  |                      |                      |                      |                      |            |   |   |                      |                      |        |        |        |  |
|  | 1                | Universidad Católica | 4                | 1                | 5                |  |  |                      |                      |                      |                      |            |   |   |                      |                      |        |        |        |  |
|  | 8                | Colo-Colo            | 2                | 1                | 3                |  |  | Universidad Católica | Universidad Católica | 1                    | 1                    | 2          |   |   |                      |                      |        |        |        |  |
|  | 3                | Unión Española       | 0                | 0                | 0                |  |  | Unión La Calera      | Unión La Calera      | 2                    | 0                    | 2          |   |   |                      |                      |        |        |        |  |
|  | 6                | Unión La Calera      | 1                | 0                | 1                |  |  |                      |                      |                      |                      |            |   |   | Universidad Católica | Universidad Católica | 2      | 1      | 3      |  |
|  | 4                | Palestino            | 1                | 0                | 1                |  |  |                      |                      | Universidad de Chile | Universidad de Chile | 0          | 4 | 4 |                      |                      |        |        |        |  |
|  | 5                | O'Higgins            | 1                | 3                | 4                |  |  | O'Higgins            | O'Higgins            | 0                    | 1                    | 1          |   |   |                      |                      |        |        |        |  |
|  | 2                | Universidad de Chile | 2                | 1                | 3                |  |  | Universidad de Chile | Universidad de Chile | 1                    | 7                    | 8          |   |   |                      |                      |        |        |        |  |
|  | 7                | Unión San Felipe     | 1                | 1                | 2                |  |  |                      |                      |                      |                      |            |   |   |                      |                      |        |        |        |  |

- A parità di punteggio al termine dei 180 minuti, prevale la squadra con il miglior piazzamento in classifica.

### Classifica marcatori
| Gol | Rigori |  | Giocatore         | Squadra              |
| --- | ------ |  | ----------------- | -------------------- |
| 11  | 2      |  | Matías Urbano     | Unión San Felipe     |
| 8   |        |  | Nicolás Canales   | Palestino            |
| 8   |        |  | Sebastián Jaime   | Unión Española       |
| 8   | 2      |  | Carlos Muñoz      | Santiago Wanderers   |
| 8   |        |  | Edson Puch        | Universidad de Chile |
| 8   |        |  | Eduardo Vargas    | Universidad de Chile |
| 7   |        |  | Nicolás Canales   | Palestino            |
| 7   |        |  | Ever Cantero      | Santiago Morning     |
| 7   |        |  | Enzo Gutiérrez    | O'Higgins            |
| 7   |        |  | Martín Ligüera    | Unión Española       |
| 7   | 1      |  | Ezequiel Miralles | Colo-Colo            |
| 7   | 1      |  | Esteban Paredes   | Colo-Colo            |
| 7   |        |  | Manuel Villalobos | Huachipato           |

## Torneo Clausura
Il torneo di Clausura 2011 è iniziato il 29 luglio 2011 ed è terminato il 29 dicembre con la vittoria dell'Universidad de Chile.

### Classifica
|  | Pos. | Squadra              | Pt | G  | V  | N | P  | GF | GS | DR  |
|  | ---- | -------------------- | -- | -- | -- | - | -- | -- | -- | --- |
|  | 1.   | Universidad de Chile | 39 | 17 | 11 | 6 | 0  | 39 | 15 | +24 |
|  | 2.   | Cobreloa             | 31 | 17 | 9  | 4 | 4  | 27 | 17 | +10 |
|  | 3.   | Colo-Colo            | 30 | 17 | 9  | 3 | 5  | 27 | 28 | -1  |
|  | 4.   | Audax Italiano       | 29 | 17 | 8  | 5 | 4  | 29 | 23 | +6  |
|  | 5.   | Universidad Católica | 28 | 17 | 8  | 4 | 5  | 29 | 18 | +11 |
|  | 6.   | Dep. La Serena       | 28 | 17 | 8  | 4 | 5  | 26 | 23 | +3  |
|  | 7.   | Unión La Calera      | 24 | 17 | 7  | 3 | 7  | 20 | 18 | +2  |
|  | 8.   | Unión Española       | 23 | 17 | 6  | 5 | 6  | 31 | 23 | +8  |
|  | 9.   | Cobresal             | 23 | 17 | 6  | 5 | 6  | 22 | 29 | -7  |
|  | 10.  | Santiago Wanderers   | 20 | 17 | 5  | 5 | 7  | 19 | 22 | -3  |
|  | 11.  | Dep. Iquique         | 20 | 17 | 5  | 5 | 7  | 30 | 41 | -11 |
|  | 12.  | Santiago Morning     | 19 | 17 | 6  | 1 | 10 | 29 | 34 | -5  |
|  | 13.  | Ñublense             | 19 | 17 | 6  | 1 | 10 | 22 | 32 | -10 |
|  | 14.  | Univ. de Concepción  | 19 | 17 | 4  | 7 | 6  | 20 | 21 | -1  |
|  | 15.  | Palestino            | 19 | 17 | 4  | 7 | 6  | 19 | 24 | -5  |
|  | 16.  | O'Higgins            | 17 | 17 | 4  | 5 | 8  | 23 | 26 | -3  |
|  | 17.  | Huachipato           | 17 | 17 | 4  | 5 | 8  | 25 | 30 | -5  |
|  | 18.  | Unión San Felipe     | 13 | 17 | 2  | 7 | 8  | 16 | 29 | -13 |

### Playoff
|  | Quarti di finale | Quarti di finale     | Quarti di finale | Quarti di finale | Quarti di finale |  |  | Semifinali           | Semifinali           | Semifinali | Semifinali | Semifinali |   |   | Finale               | Finale               | Finale | Finale | Finale |  |
|  |                  |                      |                  |                  |                  |  |  |                      |                      |            |            |            |   |   |                      |                      |        |        |        |  |
|  | 1                | Universidad de Chile | 1                | 3                | 4                |  |  |                      |                      |            |            |            |   |   |                      |                      |        |        |        |  |
|  | 8                | Unión Española       | 0                | 0                | 0                |  |  | Universidad de Chile | Universidad de Chile | 2          | 1          | 3          |   |   |                      |                      |        |        |        |  |
|  | 4                | Audax Italiano       | 1                | 0                | 1                |  |  | Universidad Católica | Universidad Católica | 1          | 2          | 3          |   |   |                      |                      |        |        |        |  |
|  | 5                | Universidad Católica | 3                | 1                | 4                |  |  |                      |                      |            |            |            |   |   | Universidad de Chile | Universidad de Chile | 0      | 3      | 3      |  |
|  | 3                | Colo-Colo            | 6                | 3                | 9                |  |  |                      |                      | Cobreloa   | Cobreloa   | 0          | 0 | 0 |                      |                      |        |        |        |  |
|  | 6                | Deportes La Serena   | 2                | 1                | 3                |  |  | Colo-Colo            | Colo-Colo            | 2          | 2          | 4          |   |   |                      |                      |        |        |        |  |
|  | 2                | Cobreloa             | 1                | 4                | 5                |  |  | Cobreloa             | Cobreloa             | 3          | 1          | 4          |   |   |                      |                      |        |        |        |  |
|  | 7                | Unión La Calera      | 0                | 3                | 3                |  |  |                      |                      |            |            |            |   |   |                      |                      |        |        |        |  |

- A parità di punteggio al termine dei 180 minuti, prevale la squadra con il miglior piazzamento in classifica.

### Classifica marcatori
| Gol | Rigori |  | Giocatore            | Squadra              |
| --- | ------ |  | -------------------- | -------------------- |
| 14  | 1      |  | Esteban Paredes      | Colo-Colo            |
| 13  | 1      |  | Sebastián Pinto      | O'Higgins            |
| 11  |        |  | Facundo Pereyra      | Audax Italiano       |
| 9   | 2      |  | Nicolás Canales      | Palestino            |
| 9   | 2      |  | Miguel Ángel Cuéllar | Cobresal             |
| 9   |        |  | Diego Barrios        | Cobreloa             |
| 8   |        |  | Cristián Bogado      | Dep. Iquique         |
| 8   | 1      |  | Francisco Castro     | Universidad de Chile |
| 8   |        |  | Leonardo Monje       | Unión Española       |
| 8   |        |  | Álvaro Ramos         | Dep. Iquique         |
| 8   |        |  | Lucas Simón          | Unión La Calera      |
| 7   | 1      |  | Nicolás Trecco       | Cobreloa             |
| 7   |        |  | Carlos Muñoz         | Colo-Colo            |
| 7   |        |  | Eduardo Vargas       | Universidad de Chile |
| 7   |        |  | Gabriel Vargas       | Univ. de Concepción  |

## Piazzamenti nelle coppe e retrocessioni

### Classifica complessiva
|  | Pos. | Squadra              | Pt | G  | V  | N  | P  | GF | GS | DR  |
|  | ---- | -------------------- | -- | -- | -- | -- | -- | -- | -- | --- |
|  | 1.   | Universidad de Chile | 74 | 34 | 21 | 11 | 2  | 78 | 35 | +43 |
|  | 2.   | Universidad Católica | 66 | 34 | 19 | 9  | 6  | 63 | 36 | +27 |
|  | 3.   | Unión Española       | 55 | 34 | 15 | 10 | 9  | 64 | 41 | +23 |
|  | 4.   | Colo-Colo            | 54 | 34 | 16 | 6  | 12 | 55 | 54 | +1  |
|  | 5.   | Audax Italiano       | 50 | 34 | 14 | 8  | 12 | 53 | 51 | +2  |
|  | 6.   | Unión La Calera      | 49 | 34 | 14 | 7  | 13 | 38 | 36 | +2  |
|  | 7.   | Cobreloa             | 49 | 34 | 13 | 10 | 11 | 43 | 39 | +4  |
|  | 8.   | Dep. La Serena       | 49 | 34 | 13 | 10 | 11 | 54 | 51 | +3  |
|  | 9.   | Palestino            | 49 | 34 | 13 | 10 | 11 | 45 | 44 | +1  |
|  | 10.  | O'Higgins            | 44 | 34 | 12 | 8  | 14 | 52 | 52 | 0   |
|  | 11.  | Dep. Iquique         | 41 | 34 | 10 | 11 | 13 | 48 | 63 | -15 |
|  | 12.  | Cobresal             | 39 | 34 | 11 | 6  | 17 | 48 | 70 | -22 |
|  | 13.  | Univ. de Concepción  | 39 | 34 | 10 | 9  | 15 | 44 | 47 | -3  |
|  | 14.  | Huachipato           | 39 | 34 | 10 | 9  | 15 | 49 | 57 | -8  |
|  | 15.  | Santiago Wanderers   | 39 | 34 | 10 | 9  | 15 | 42 | 53 | -11 |
|  | 16.  | Unión San Felipe     | 37 | 34 | 9  | 10 | 15 | 40 | 50 | -10 |
|  | 17.  | Santiago Morning     | 35 | 34 | 9  | 8  | 17 | 51 | 55 | -4  |
|  | 18.  | Ñublense             | 33 | 34 | 10 | 3  | 21 | 39 | 63 | -24 |

### Playoff promozione/retrocessione
| Squadra 1                          | Totale                             | Squadra 2                          | Andata                             | Ritorno                            |
| Retrocessione/promozione playoff 1 | Retrocessione/promozione playoff 1 | Retrocessione/promozione playoff 1 | Retrocessione/promozione playoff 1 | Retrocessione/promozione playoff 1 |
| ---------------------------------- | ---------------------------------- | ---------------------------------- | ---------------------------------- | ---------------------------------- |
| Santiago Wanderers                 | 3 - 2                              | Deportes Naval                     | 1 - 0                              | 2 - 2                              |
| Retrocessione/promozione playoff 2 |                                    |                                    |                                    |                                    |
| Unión San Felipe                   | 2 - 1                              | CD Everton                         | 0 - 1                              | 2 - 0                              |

### Verdetti
- Universidad de Chile, Universidad Católica e Unión Española qualificate alla Coppa Libertadores 2012.[1]
- Santiago Morning e Ñublense retrocesse in Primera B.